# Chronos

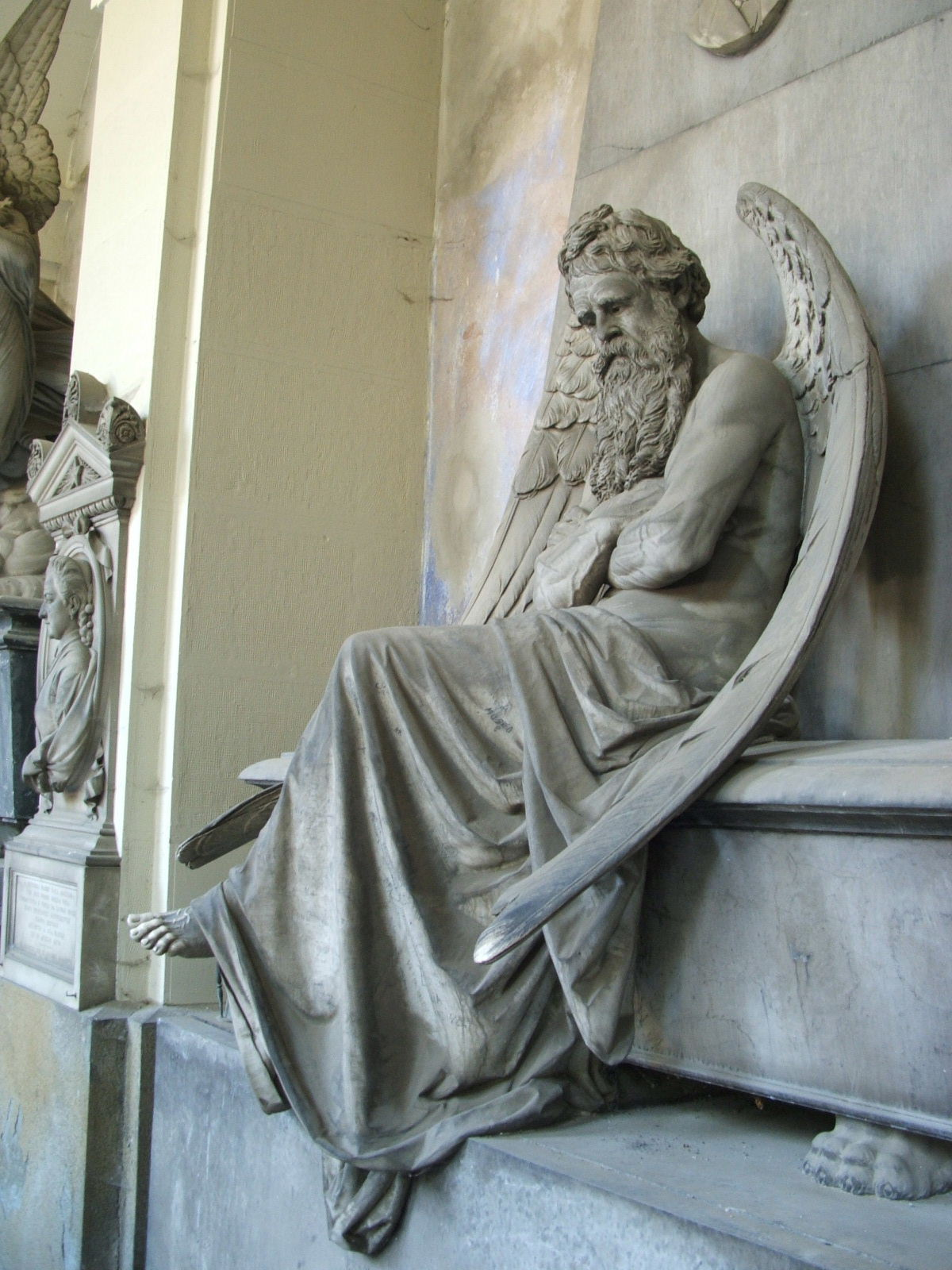
Wartender Chronos von Santo Saccomanno (1876), Skulptur im Monumentalfriedhof Staglieno, Genua

Chronos (griechisch Χρόνος Chrónos, deutsch ‚Zeit‘) ist in der griechischen Mythologie die Personifizierung der Zeit. Er versinnbildlicht den Ablauf der Zeit und die Lebenszeit.
Teilweise wird er mit dem Titanen Kronos identifiziert.

## Mythologie
Chronos wird in den Mythen der Orphiker, einer antiken, religiösen Strömung in Griechenland, Süditalien und der Schwarzmeerküste (ca. ab dem 6./5. Jahrhundert v. Chr.), erwähnt. Demnach ist er aus dem dunklen Chaos entstanden und erzeugte als Schöpfergott aus dem Aither das silberne Welten-Ei. Aus diesem wiederum entstand der von den Orphikern besonders verehrte Lichtgott Phanes, der mit Helios, aber auch mit Eros und Dionysos identifiziert wurde.
In der spekulativen Dichtung der Orphiker spielt Chronos eine wichtige Rolle, aber einen Chronos-Kult hat es in der Antike nie gegeben. Es gab auch keine feste Ikonographie und keine Chronos-Darstellungen in der archaischen und der klassischen griechischen Kunst. Die älteste bekannte Darstellung befindet sich auf einem Relief aus hellenistischer Zeit. Dort erscheint Chronos als bartlose Gestalt mit großen Flügeln. Chronos war die Personifikation einer abstrakten Vorstellung und kein Bestandteil der griechischen Volksreligion. Dasselbe gilt für Phanes, der ebenfalls keinen volkstümlichen Kult hatte.

## Darstellung in der Kunst

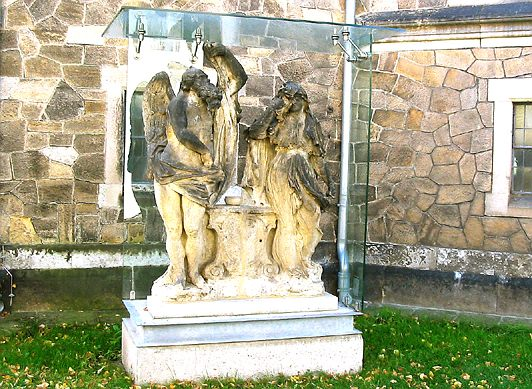
Barockes Denkmal Chronos und die Trauernde in Radebeul

Etwa seit der Mitte des 14. Jahrhunderts wird Chronos in der bildenden Kunst als bärtiger Greis mit Sense und Stundenglas dargestellt (erst zu dieser Zeit gibt es Stundengläser); so beispielsweise auf dem Ölgemälde: Das Rad des Schicksals, von Walter Crane.
Im Barock tritt oft eine weibliche Figur neben ihn, das klagende Weib oder die Trauernde, wie beispielsweise beim Denkmal Chronos und die Trauernde auf dem Kirchhof der Friedenskirche in Radebeul-Kötzschenbroda.

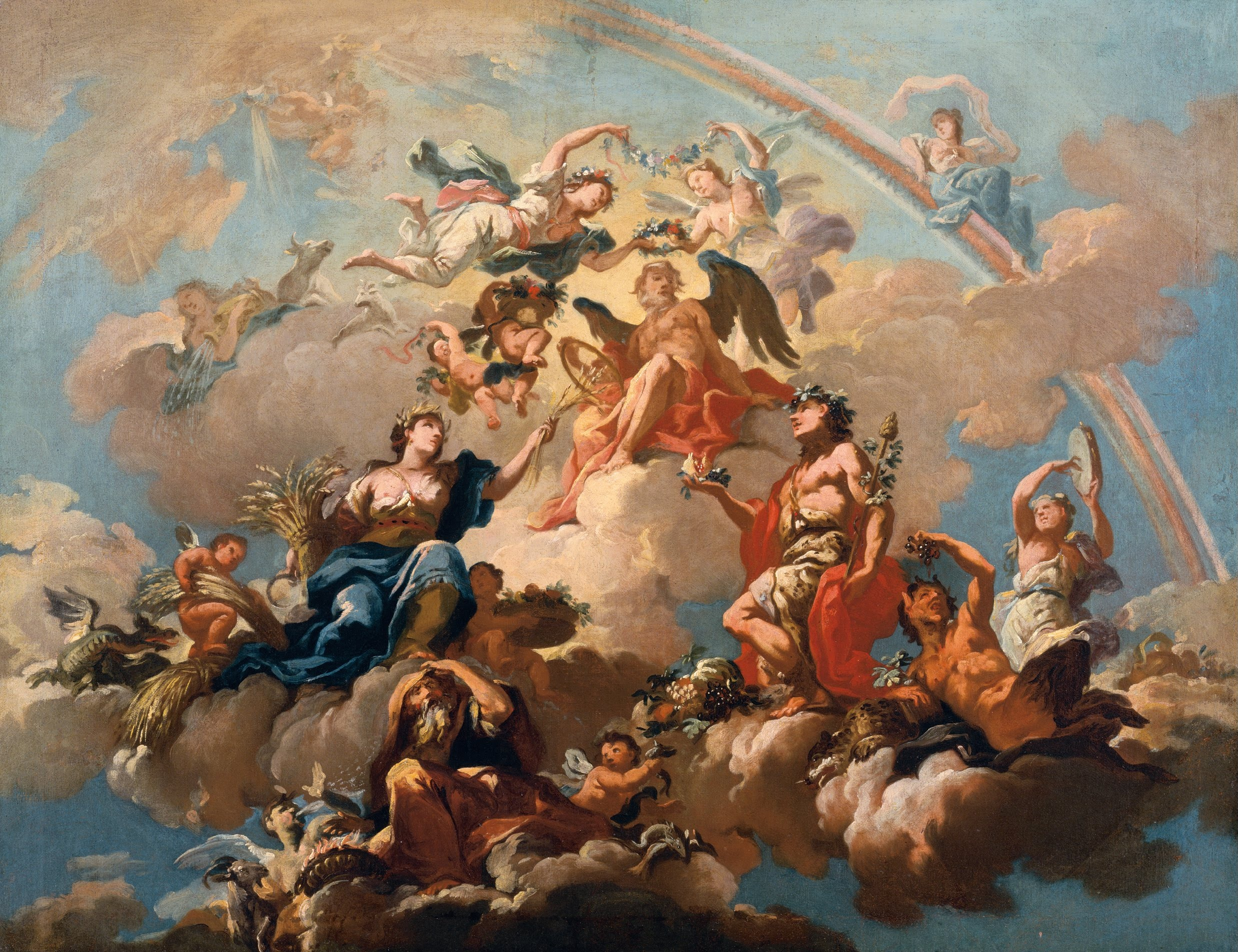
Bartolomeo Altomonte: Die vier Jahreszeiten, Chronos huldigend (1737)
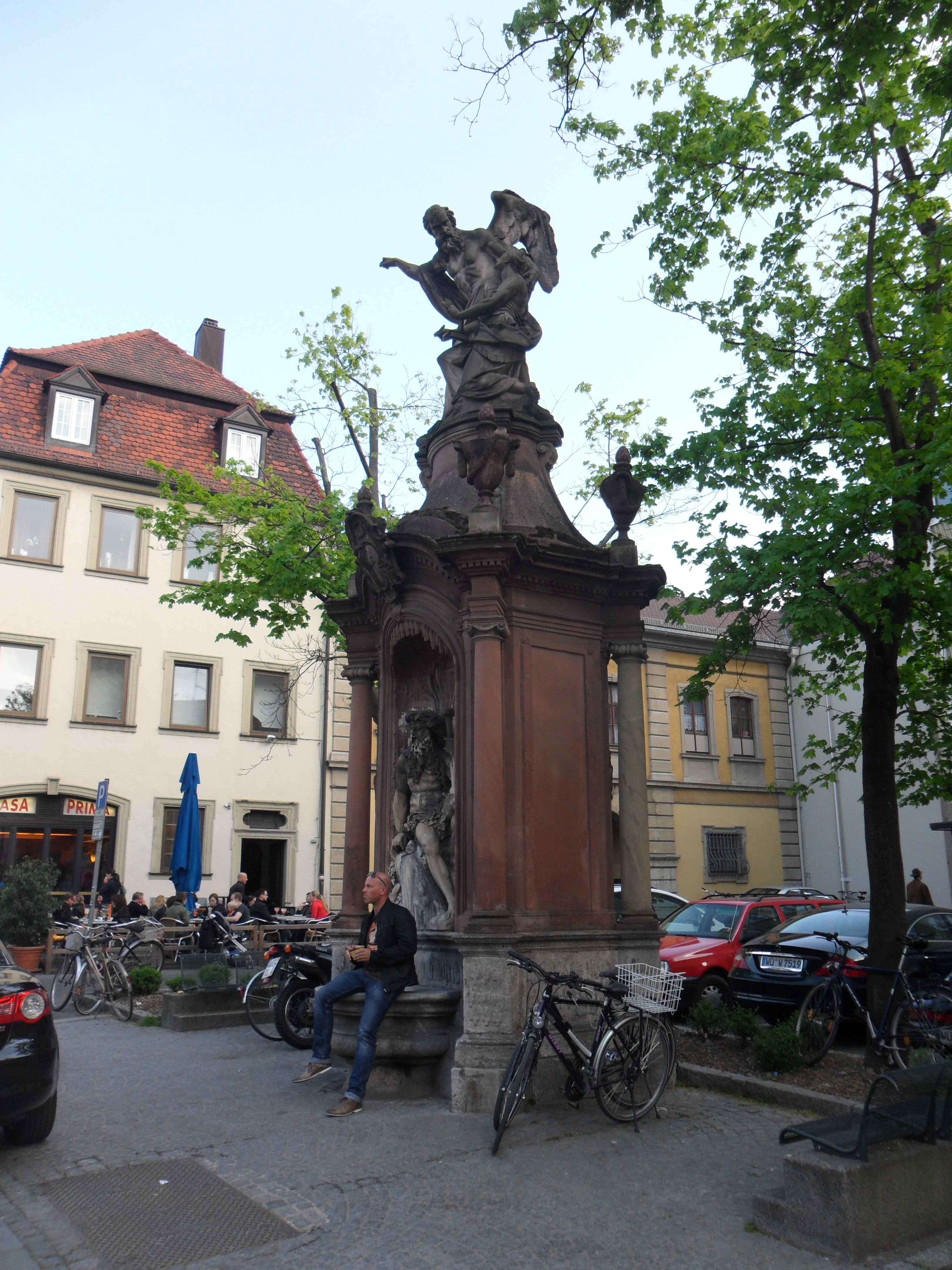
Der Chronosbrunnen (1770–1772) an der Hofstraße in Würzburg von Johann Peter Wagner
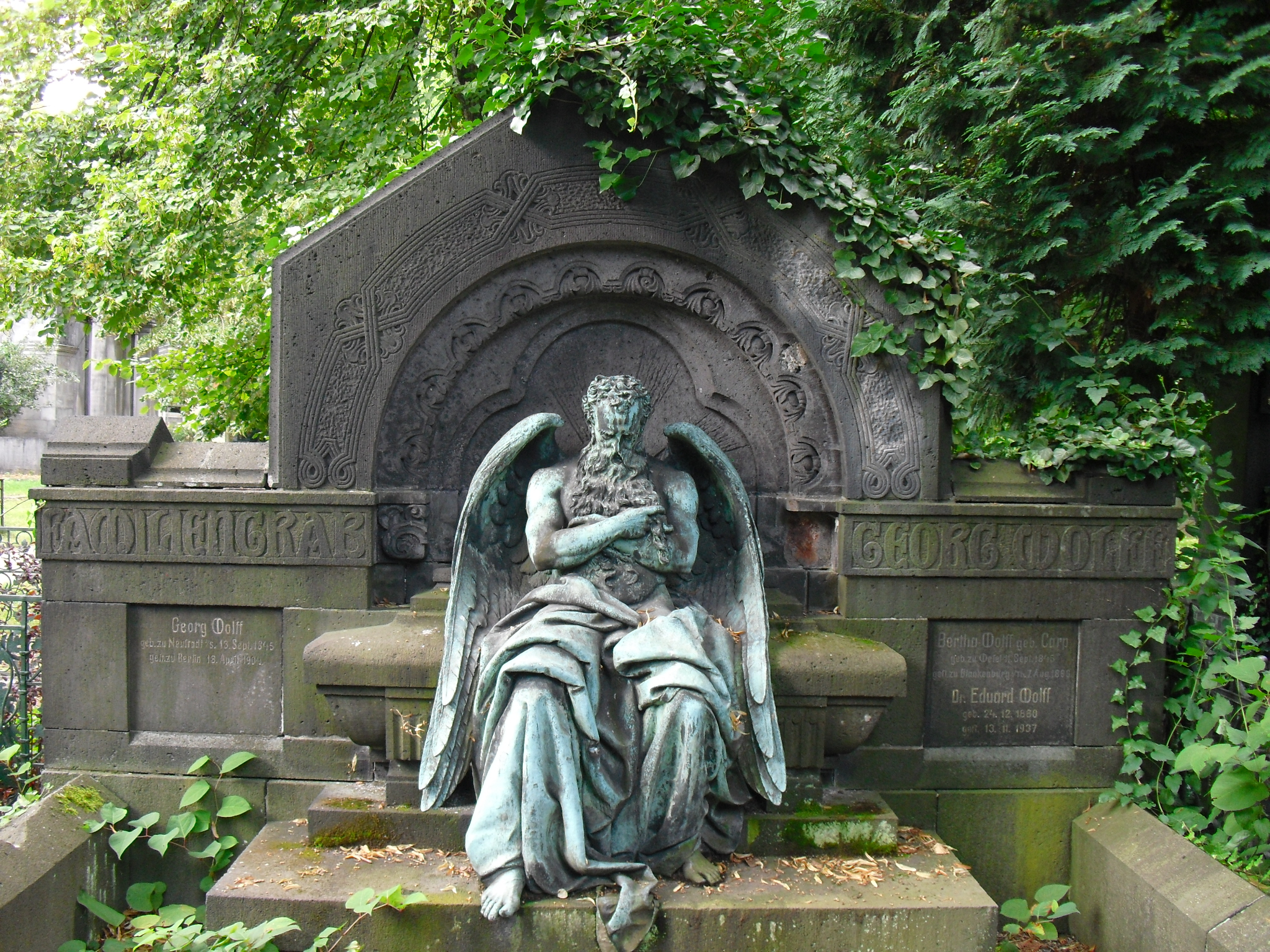
Chronos von Hans Latt (1904), Friedhof IV der Gemeinde Jerusalems- und Neue Kirche

## Chronos und Kronos
Manche antike Quellen setzen Chronos mit Kronos gleich, dem Vater des Zeus. Dabei handelt es sich um eine Volksetymologie. Die beiden Götter hatten ursprünglich nichts miteinander zu tun. Der Kronos-Mythos stammt möglicherweise aus einer protogriechischen, vorarchaischen Tradition (spätes 3. Jahrtausend v. Chr. bis 8. Jahrhundert v. Chr.).